# 카롤리네 플레밍
카롤리네 플레밍(Caroline Fleming, 카롤리네 엘리자베트 아다 이우엘브로크도르프 여남작(Caroline Elizabeth Ada Iuel-Brockdorff), 1975년 9월 9일 ~ )은 덴마크의 기업인, 모델, 작가이다.